# U 16 (U-Boot, 1911)
U 16 war ein U-Boot der deutschen Kaiserlichen Marine.

## Bau und Indienststellung
Das Boot war ein sogenanntes Zweihüllenboot, konzipiert als Hochseeboot von Hans Techel. Es lief am 29. August 1911 bei der Germaniawerft in Kiel vom Stapel und wurde am 28. Dezember 1911 in Dienst gestellt. Kommandant bei Indienststellung war Kapitänleutnant Paul Clarenbach.

## Technik
Das Boot war 57,8 m lang und 6 m breit und hatte einen Tiefgang von 3,36 m sowie eine Verdrängung von 489 Tonnen über und 627 Tonnen unter Wasser. Die Besatzung bestand aus 29 Mann, darunter vier Offiziere. Die Maschinen für die Überwasserfahrt waren zwei Sechs- und Achtzylinder-Zweitakt Petroleummotoren von Körting mit einer Leistung von zusammen 1.200 PS. Zur Unterwasserfahrt kamen zwei SSW-Doppel-Modyn-Elektromotoren mit zusammen 860 PS zum Einsatz. Damit waren Geschwindigkeiten von 15,6 kn über Wasser bzw. 10,7 kn unter Wasser möglich. Der Aktionsradius des Boots betrug bis zu 4500 NM bei Überwasserfahrt. Bei getauchter Fahrt mit 5 kn Marschgeschwindigkeit wurden maximal 90 NM erreicht. Die maximale Tauchtiefe betrug 50 Meter. Die Bewaffnung bestand aus sechs mitgeführten Torpedos, die über zwei Bug- und zwei Heckrohre verschossen werden konnten, sowie einer Revolverkanone, die 1915 durch ein 5-cm-Geschütz ersetzt wurde.

## Einsätze und Verbleib
Auf 13 Feindfahrten wurden insgesamt zehn Handelsschiffe der Entente mit einer Gesamttonnage von 11.476 BRT versenkt. Andere Quellen nennen nur vier Feindfahrten mit der Versenkung von elf Schiffen und 11.730 BRT sowie der Beschädigung zweier Schiffe mit 11.228 BRT und dem Aufbringen der Prise eines Schiffes mit 838 BRT. Das Boot überstand den Ersten Weltkrieg, ohne selbst versenkt zu werden.
Am 8. Februar 1919 bei der Auslieferungsfahrt nach Großbritannien sank das Boot infolge eines Unfalls in der Nordsee. Als ungefähre Position der Untergangsstelle gelten folgende Koordinaten: 53° 59′ N, 8° 25′ O.

### Versenkte Schiffe (Auswahl)
Die folgende Liste enthält alle verifizierten Schiffe, die von U 16 versenkt wurden:
1. Am 15. Februar 1915 der britische Dampfer Dulwich (3.289 BRT)[9]
2. Am 16. Februar 1915 das französische Transportschiff Ville De Lille (1.083 BRT)[10]
3. Am 26. Mai 1915 das schwedische Segelschiff M. Roosval (309 BRT)[11]
4. Am 26. Mai 1915 der dänische Dampfer Betty (2.102 BRT)[12]
5. Am 28. Mai 1915 das estnische Segelschiff Mars (251 BRT)[13]
6. Am 30. Mai 1915 das dänische Transportschiff Søborg (2.108 BRT)[14]
7. Am 20. September 1915 das dänische Transportschiff Thorvaldsen (1.220 BRT)[15]
8. Am 26. September 1915 den dänischen Schoner Ellen Benzon (143 BRT)[16]
9. Am 29. September 1915 das norwegische Segelschiff Actie (562 BRT)[17]
10. Am 30. September 1915 das norwegische Transportschiff Florida (558 BRT)[18]

## Kommandanten
Da im Rahmen der Kommandierung an die U-Boots-Schule auch eine Kommandoübernahme von U 16 erfolgte, kann nicht immer klar zugewiesen werden, wer Kommandant des Bootes war.
| Dienstgrad                           | Name                         | von            | bis                |
| ------------------------------------ | ---------------------------- | -------------- | ------------------ |
| Kapitänleutnant                      | Paul Clarenbach              | Dezember 1911  | 31. Juli 1914      |
| Kapitänleutnant                      | Klaus Hansen                 | 1. August 1914 | 15. März 1915      |
| Oberleutnant zur See                 | Leo Hillebrand               | 16. März 1915  | 21. Oktober 1915   |
| Oberleutnant zur See/Kapitänleutnant | Kurt Hartwig                 | Oktober 1915   | Juni 1916          |
| Kapitänleutnant                      | Friedrich Crüsemann          | ?              | ?                  |
| Kapitänleutnant                      | August Mildenberger          | ?              | ?                  |
| Kapitänleutnant                      | Karl Meusel                  | Dezember 1916  | Februar 1917       |
| Kapitänleutnant                      | Karl Edeling                 | ?              | ?                  |
| Kapitänleutnant                      | Herbold Rabe von Pappenheim  | ?              | ?                  |
| Kapitänleutnant                      | Wilhelm Canaris              | 2. Juni 1917   | 11. September 1917 |
| Kapitänleutnant                      | Heinrich Middendorff         | ?              | ?                  |
| Kapitänleutnant                      | Edmund Pauli                 | ?              | ?                  |
| Kapitänleutnant                      | Karl-Friedrich von Abendroth | ?              | ?                  |
| Kapitänleutnant                      | Paul Stratmann               | ?              | ?                  |
| Kapitänleutnant                      | Gerhard Behn                 | ?              | ?                  |
| Kapitänleutnant                      | Erich Metzenthin             | ?              | ?                  |